# Мерефа
Мере́фа (укр. Мерефа, ранее — Мерехва) — город в Харьковском районе Харьковской области Украины, административный центр Мерефянской городской общины. Входит в Харьковскую агломерацию.
До июля 2020 года составлял Мерефянский городской совет, в который, кроме того, входил посёлок
Селекционное.
Мерефу называют одним из старейших городов Слобожанщины.

## Географическое положение
Город Мерефа находится в 25 км от Харькова на реке Мерефа в месте впадения её в реку Мжа (левый приток).
На территории города в реку Мерефа впадает река Ржавчик (левый приток).
Выше по течению реки Мерефа примыкает город Южный.
Выше по течению реки Мжа примыкает пгт Утковка.
На противоположном берегу реки Мжа находится посёлок Селекционное.
На расстоянии в 1 км от города расположено село Нижняя Озеряна.
К городу примыкает несколько лесных массивов (дуб), в том числе лес Большой Бор.

## История
Территория города была заселена издавна. Около Мерефы обнаружены стоянка эпохи неолита (IV тысячелетие до н. э.), поселения и могильник эпохи поздней бронзы. В урочище Подол (примыкающей к пойме местной реки) обнаружены остатки поселения салтовской культуры (VIII—X вв.).
Поселение здесь основали в 1645 году казаки с берегов Днепра
По другим данным, поселение возникло в середине XVII века (предположительно, в 1663 году).
Мерефа страдала от частых татарских набегов. Наиболее крупные из них произошли в 1668, 1675, 1688, 1693, 1694,1711.
В ходе крестьянской войны под предводительством Степана Разина в октябре 1670 года в Мерефе произошло антифеодальное крестьянское восстание во главе с А. Хромым.
В 1693 году 15-тысячный татарский отряд был наголову разбит под Мерефой, однако в следующем, 1694 году, татары разорили Мерефу, Змиев и другие населённые пункты.
В 1711 году в результате татарского набега в Мерефе были уничтожены церкви святого Николая, Архистратига Михаила и Преображенский храм.
- C 20 октября (ст. ст.) 1721 года по 1 сентября (ст. ст.) 1917 года в составе Российской империи.

После упразднения в 1765 году Харьковского полка Мерефа стала центром одноимённого комиссарства Харьковской провинции Слободско-Украинской губернии.
В 1779 это уже была большая «войсковая слобода». Население, согласно «Ведомости, исъ какихъ именно городовъ и уездовъ Харьковское наместничество составлено и сколько было въ нихъ душъ на 1779 годъ», было 1170 «войсковых обывателей», 60 душ «владельческих подданных» (принадлежавших полковнику Куликовскому, майору «Льевицкому», протоколисту Романовскому) и 14 цыган, всего 1244 человека (учитывались только мужчины; женщин не считали, так как они не платили налогов). Таким образом, Мерефа в том году была третьим по количеству населения населённым пунктом Харьковского уезда (1244 м.), уступая только войсковой слободе Деркачи (2387), казённому селению Липцы (1628) и равняясь Тишкам русским и черкасским (1244).
В 1795 главный храм закрытой Екатериной II Озерянской пустыни в честь Рождества Богородицы был продан губернатором Г. Р. Шидловским с публичного торга белгородскому купцу Василию Алаториеву, который перепродал его жителям слободы Мерефы за 1000 рублей.

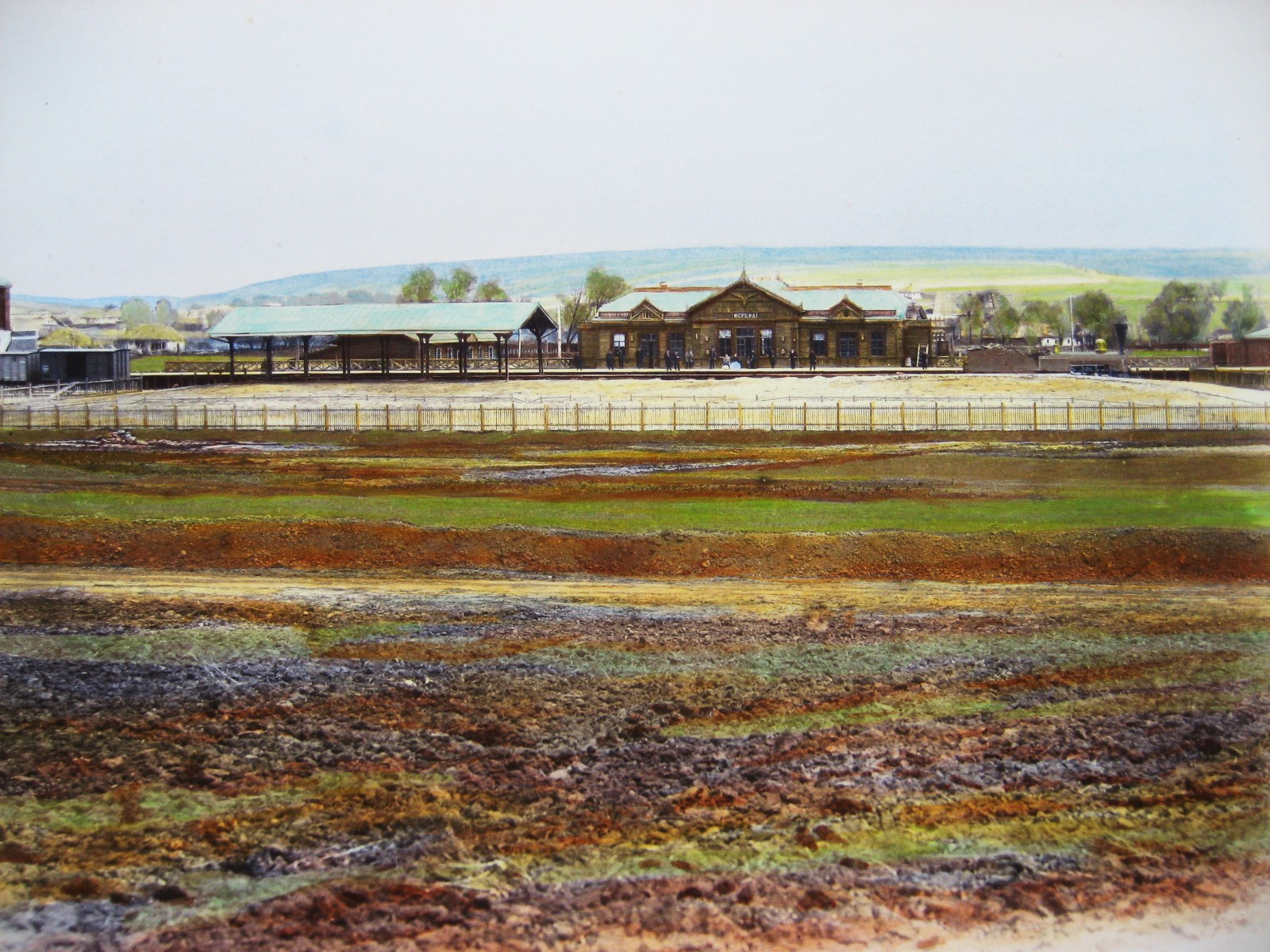
Железнодорожная станция Мерефа, 1887

В 1860е годы рядом с селением была проложена Курско-Харьково-Азовская железная дорога, построены железнодорожная станция и почтовое отделение.
В 1896 году слобода Мерефа являлась центром Мерефянской волости Харьковского уезда Харьковской губернии Российской империи, в которой насчитывалось 2 церкви, церковно-приходское училище, трактир, шесть постоялых дворов, 20 лавок, 551 двор и 3526 жителей.
В 1898 в Мерефе нашли клад, содержавший 2060 серебряных копеек Петра I и 156 серебряных монет польского короля Сигизмунда III.
В 1911 году стеклозавод купили бельгийцы, которые в 1911—1912 годах построили первое футбольное поле с системой дренажа (позднее на этом месте был построен стадион «Авангард», который является единственным стадионом в Харьковской области, оставшихся с дореволюционных времен, который используется по назначению). В 1912 году состоялся первый футбольный матч по официальным правилам международной федерации на стандартном поле.

### 1917—1991

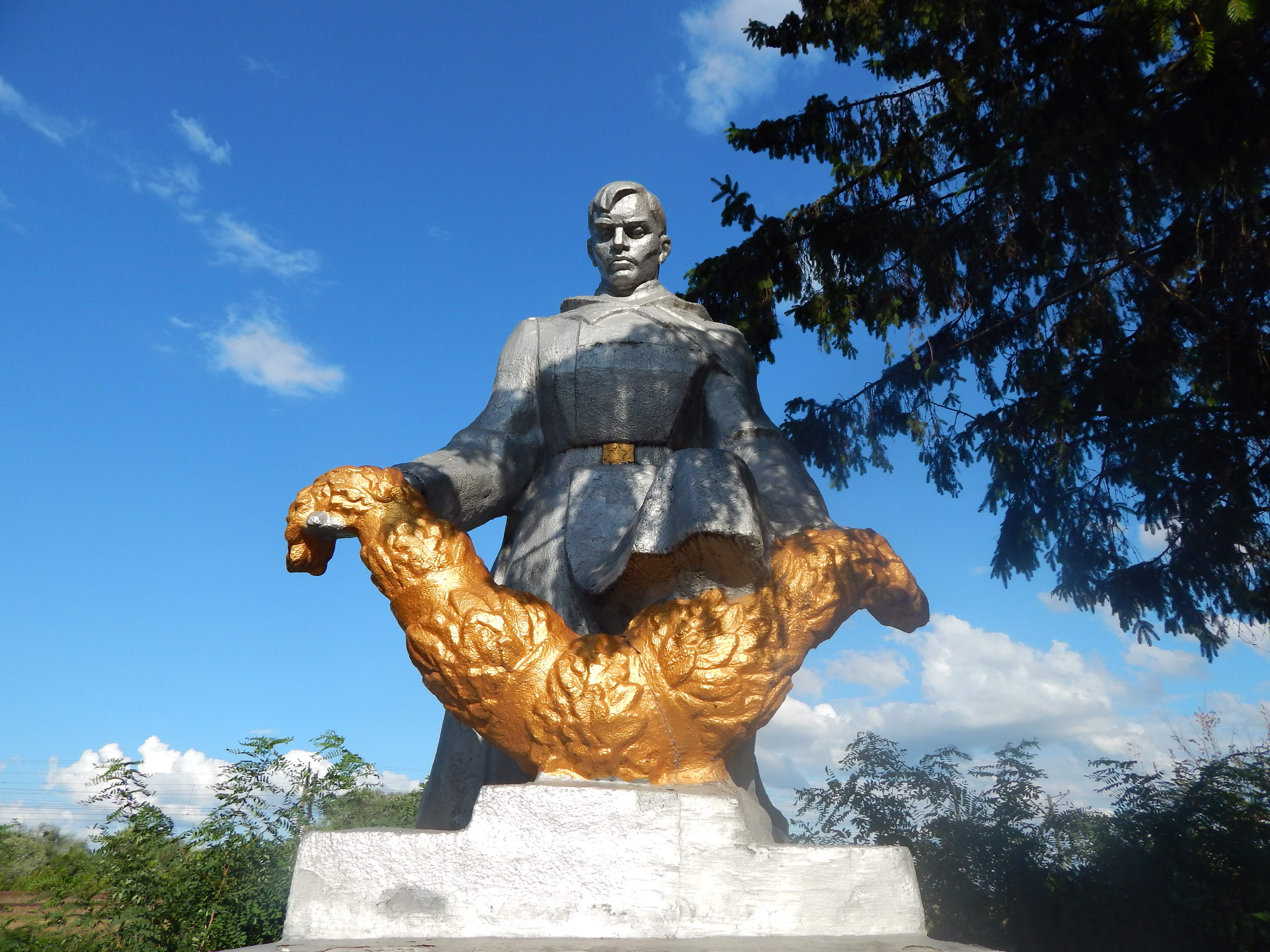
Братская могила

После Февральской революции и провозглашения 1 сентября 1917 года Российской республики — в составе Российской республики.
В декабре 1917 года в Мерефе была установлена Советская власть, но в дальнейшем в ходе гражданской войны власть несколько раз менялась. 7 апреля 1918 года Мерефа была оккупирована наступавшими австро-немецкими войсками, после чего с 29 апреля по 14 декабря 1918 года находилась в составе Украинской державы.
В июле-августе 1918 года протестовавшие против немецкой оккупации железнодорожники Мерефы участвовали во Всеукраинской стачке железнодорожников 1918 года.
В июне 1919 года Мерефу оккупировали войска ВСЮР, но 10 декабря 1919 года они были выбиты частями 14-й армии РККА и Советская власть была восстановлена.
В 1922—1932 годах Мерефа была административным центром Мерефянского района.
В 1928 году после присоединения села Артёмовка Мерефа стала пгт; сельсовет стал поссоветом.
В 1930 году было создано опытное сельскохозяйственное предприятие «Мерефа», на котором работали ведущие агрономы и селекционеры Харьковского района (ныне — посёлок Селекционное).
В 1920-х-1930-х годах Николаевский храм в Мерефе был канонично православным и принадлежал Харьковской и Ахтырской епархии РПЦ; священником в 1932 году был Чурсин, Александр Ефимович, 1879 года рождения.
В 1938 году Мерефе был присвоен статус города, поссовет стал горсоветом; население составило 24 000 человек.
Во время Великой Отечественной войны 21 октября 1941 года
город был оккупирован немецкими войсками.
В мае 1942 года в окрестностях Мерефы шли тяжёлые бои, известные как Харьковская операция 1942 года. Здесь попали в окружение и погибли десятки тысяч солдат и офицеров Красной Армии. Мерефу Советская Армия освобождала от фашистов трижды: в мае 1942, 19 февраля
и в марте 1943, но каждый раз была вынуждена отступить.
9 марта 1943 года немцы опять оккупировали Мерефу.
10 августа 1943 года Ставка ВГК поставила задачу 5-й гв. танковой армии: «обойдя Харьков с юго-запада, перерезать коммуникации в районе Мерефы».
После напряжённых боёв в районе Мерефы 4-5 сентября 1943 года войска Степного фронта освободили город и железнодорожную станцию. Окончательно Мерефа была освобождена 5 сентября.
За время оккупации были убиты гитлеровцами 154 жителя Мерефы; 472 человека были вывезены в Германию на принудительные работы.
Оккупанты также разрушили 1500 жилых домов полностью и 2000 — частично; разрушили стекольный, кирпичный, спиртзавод, ж. д. станцию, школы, больницу, аптеки.
В боях за освобождение и при обороне города погибло множество воинов Советской армии. В братских могилах на территории Мерефы, которых насчитывается шесть (с установленными памятниками и обелисками), похоронены более шестисот погибших советских воинов.
В годы войны более двух с половиной тысяч жителей города воевали на фронтах в рядах Советской армии; из них погибли более пятисот воинов; 1970 мерефян были награждены боевыми орденами и медалями СССР.
В 1945 здесь была создана пчеловодческая станция и школа пчеловодов[уточнить].
В 1952 году от Мерефы до Харькова была пущена электричка.
В 1953 году здесь действовали стекольный завод, кирпичный завод, лесотарный завод, спиртовой завод, семь школ, три научно-исследовательские с.х. станции, Дом культуры, библиотека, клуб и стадион.
Позднее были построены хлебокомбинат и завод ЖБИ. В 1970-х из Харькова в Мерефу был переведён НИИ овощеводства и бахчеводства. Построены корпуса научно-исследовательского института, инфраструктура посёлка Селекционное.
В 1966 году население составило 28 600 человек.
В 1965—1975 — построены завод железнодорожных опор, радиорелейный завод, обувная фабрика и дворец культуры в посёлке Селекционное.
С середины 1960-х в сосновом массиве между городом Мерефа и поселком Ватутино находилась учебная воинская часть гражданской обороны (впоследствии — 238-я отдельная «Харьковская» учебная бригада войск Гражданской обороны Украины, затем Учебный центр Оперативно-спасательной службы гражданской защиты ГСЧС Украины).
В 1981 году здесь действовали ряд предприятий по обслуживанию железнодорожного транспорта, стекольный завод, завод строительных материалов, завод железобетонных конструкций, асфальтобетонный завод, цех мебельной фабрики, обувная фабрика, спиртовой комбинат, хлебный комбинат, комбинат бытового обслуживания, профессионально-техническое училище, 7 общеобразовательных школ, музыкальная школа, больница, поликлиника, кинотеатр, две библиотеки, а также научно-производственное объединение «Укрплемгрена» и Украинский НИИ овощеводства и бахчеводства.
В январе 1989 года численность населения составляла 28 952 человек.

### После 1991
После провозглашения независимости Украины в январе 1992 года находившаяся в городе 238-я отдельная учебная бригада была передана в состав войск гражданской обороны (в 2002—2004 гг. бригада была преобразована в учебный центр Оперативно-спасательной службы гражданской защиты ГСЧС Украины).
В июле 1995 года Кабинет министров Украины утвердил решение о приватизации хлебокомбината и сахарного завода.
В 1992—1996 гг. Футбольный клуб «Авангард» Мерефа выступал в общенациональном чемпионате Украины (3-я и 2-я лига в 1996/97) на правах команды, выигравшей чемпионат Харьковской области по футболу (4 раза подряд), и занимал призовые места в переходных турнирах.
По состоянию на 1 января 2013 года численность населения составляла 22 280 человек.
В связи с проведением административно-территориальной реформы на Украине 31 июля 2016 года к Мерефянскому городскому совету, в который помимо Мерефы входил посёлок Селекционное, был присоединён Утковский поселковый совет. Таким образом, после проведения выборов была организована Мерефянская городская община.

## Экономика
- Мерефянский стекольный завод
- Мерефянский механический завод[29][30]
- Артёмовский спиртовой завод
- Мерефянский завод железобетонных конструкций
- Кирпичный завод.
- Звероферма.
- Несколько предприятий по производству еврозабора и тротуарной плитки.
- Полиграфическое предприятие по производству автомобильных православных иконок.
- Мерефянское АТП (таксопарк и маршрутный таксопарк).
- 2 солнечные электростанции (СЭС).
- 8 АЗС (включая пос. Селекционное).
- Мельница.
- Нефтеперерабатывающее предприятие.
- Стекловолоконный завод.
- Фабрика сыра.
- Несколько деревообрабатывающих предприятий.
- Мебельная фабрика.
- Завод по производству манометров.
- Маслобойный завод.
- Питомник хвойных растений.
- Продуктовые супермаркеты сети «Посад».
- Продуктовый супермаркет сети «АТБ-Маркет».
- Ночной клуб «Sidonia».
- Ночной клуб и ресторан «Gold».

## Объекты социальной сферы
- Телеретранслятор.
- Кинотеатр.
- Больница.
- Стадион «Авангард».
- Музыкальная школа.

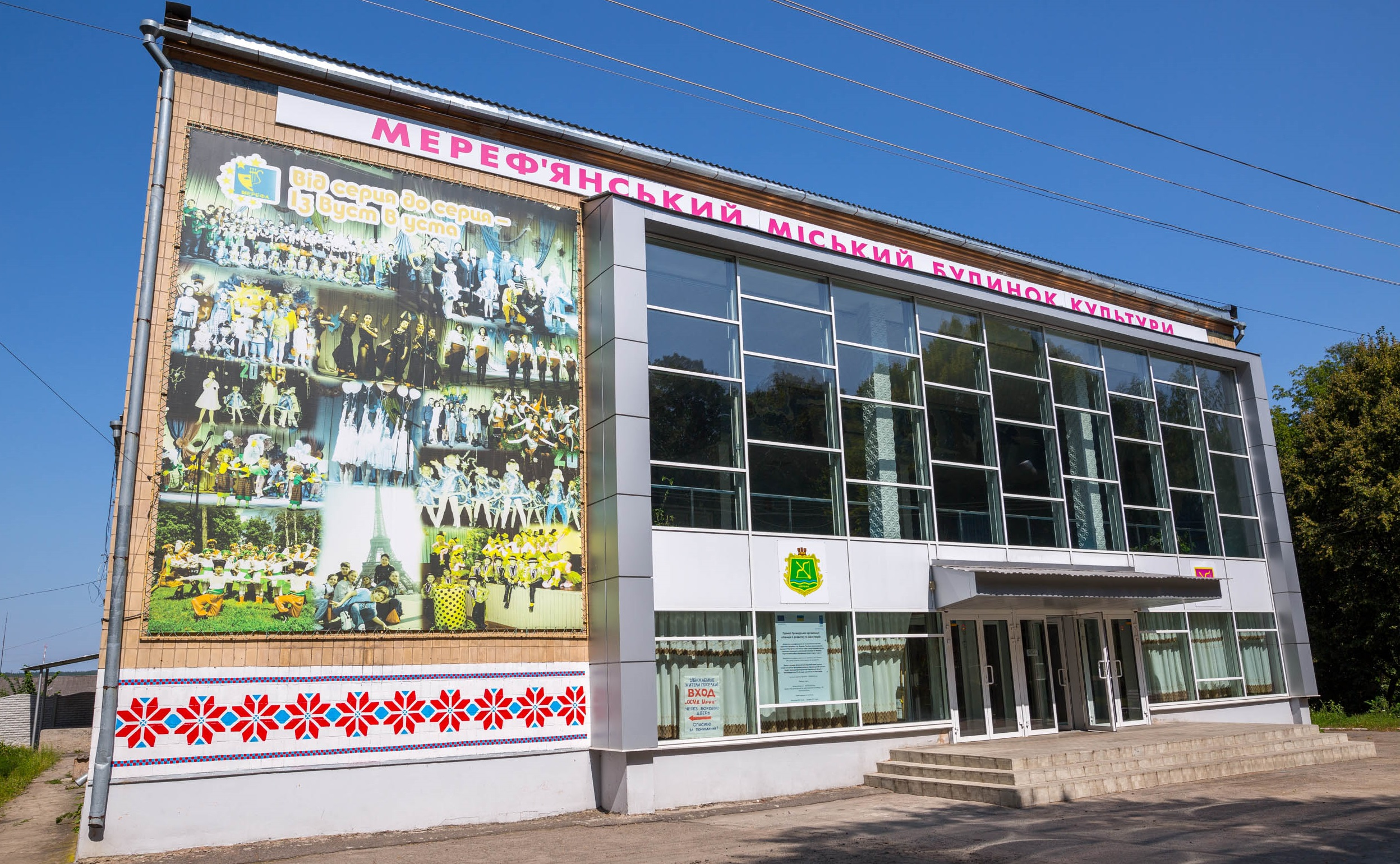
Дом культуры

- Дом Культуры посёлка Селекционное.(разрушен)
- Библиотеки — городская и филиал районной.

## Транспорт

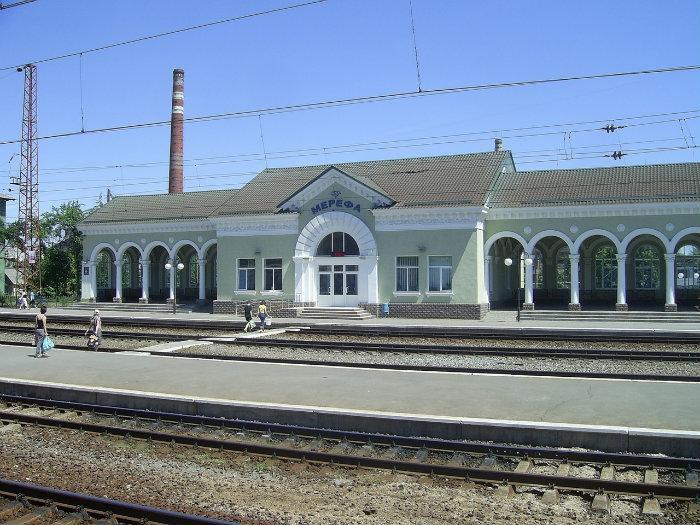
Железнодорожная станция

Узловая железнодорожная станция Мерефа Южной железной дороги. Город связан железными дорогами с городами Харьков, Пивденное, Люботин, Змиёв, Первомайский, Лозовая, Красноград в прямом пригородном сообщении. Поезда дальнего следования в большинстве своём в Мерефе не останавливаются.
Через город проходит автомобильная дорога М-18 (E 105). Автобусное сообщение с Харьковом и другими городами востока Украины.

## Известные люди
- Иван Сирко — кошевой атаман Запорожской Сечи (предположительно, основавший Мерефу).
- Борткевич, Сергей Эдуардович — сын Эдуарда Борткевича, основателя Мерефянского стекольного завода, известный музыкант и композитор.
- Шандицев, Александр Андреевич (1870-е—1940) — ведущий в СССР специалист стекольного производства, в качестве руководящего инженера приглашался на строительство и запуск стекольных заводов по всему СССР. Начал работать на Мерефянском стекольном заводе ещё в дореволюционные времена — с 1904 года. Организатор местного футбольного клуба в дореволюционные времена.
- Мирошник, Владимир Данилович (1926—1997) — Герой Социалистического Труда (1973).
- Слюсаренко, Захар Карпович — генерал танковых войск, дважды Герой Советского Союза.
- Мирошниченко, Виктор Петрович — Герой Советского Союза (1942).
- Эфроимсон, Владимир Павлович — работал в Мерефе в 1937—1938 годах.
- Приходько, Владимир — советский актёр, снявшийся в 50 фильмах. Родился и вырос в Мерефе.
- Бершов, Сергей Игоревич — альпинист.
- Ободовская, Раиса Андреевна — олимпийская чемпионка по велоспорту.
- Григорьев, Александр — певец, поэт, солист группы «Красные маки» в 1970—76 гг. Родился и вырос в Мерефе, до сценической карьеры работал учителем в Мерефянской СШ№ 6, был капитаном футбольного клуба «Авангард» Мерефа в 1964—1967.
- Новиков, Василий (род. 1982) — двукратный чемпион мира, трёхкратный чемпион Европы, многократный чемпион Украины, заслуженный мастер спорта по борьбе панкратиону, мастер спорта международного класса по самбо и рукопашному бою. Живёт в Мерефе.

## Достопримечательности
- Памятник Ивану Сирко на центральной площади города.
- Храм и целебная «чудодейственная» купель на месте обретения иконы Озерянской Божьей Матери (село Нижняя Озеряна за окраиной Мерефы)
- Частный этно-музей — старинная хата, возраст которой 270 лет без реконструкции (село Нижняя Озеряна, возле озерянского храма и купели).
- Пойма реки Мжа — уникальная биосферная территория с редкими видами водоболотных птиц и растений — проектируется создание Регионального (или Национального) ландшафтного парка.
- Братская могила жертв голодомора 1933 года в Сухоярском лесу.
- Музей пчеловодствв.
- Ул. 8 Марта — Братская могила советских воинов. Похоронено 13 воинов. Памятник советским воинам-освободителям. 1943 г.
- Ул. Октябрьская — Братская могила советских воинов. Похоронено 95 воинов.
- Ул. Леоновская, 82, на территории стеклозавода МСЗ — Место гибели командира 458 стрел. полка 111-той стрелковой дивизии Полянского С. И., Героя Советского Союза. 1943 г.
- Ул. Шевченко — Военное кладбище — 1 братская и 50 индивидуальных могил советских воинов. Похоронено 348 воинов.
- Памятный знак Зорину С. П. — Герою Советского Союза. 1943 г.
- 4 км Южной жел. дороги — Братская могила советских воинов. Похоронено 68 воинов.
- Братская могила советских воинов. Похоронено 35 воинов.
- «Бельгийские дома» — квартал двухэтажных домов уникальной архитектуры, построенных в 1911 году по бельгийскому проекту для сотрудников мерефянского стекольного завода, приехавших из Бельгии. Единственные в своём роде на восточной Украине, расположены рядом с вокзалом (на стороне завода).
- Памятник архитектуры — помещение СШ № 1 (1914, предположительно, архитектор Борис Корниенко).

## Религия
- Храм Рождества Пресвятой Богородицы Харьковской епархии Московского Патриархата (православие).
- Евангельская церковь «Мерефянская Христианская Церковь» (протестантизм, харизматическое движение).
- Церковь «Новое Поколение» (протестантизм, харизматическое движение).
- Церковь Всеукраинский Союз объединений евангельских христиан-баптистов ВСЦ ЕХБ (протестантизм, баптизм).
- Цыганская христианская баптистская церковь (протестантизм).
- Христианская церковь адвентистов Седьмого Дня (протестантизм, адвентизм).
- Римско-католическая церковь «Религиозная Община Матери Божией Чудотворного Медальона» (католицизм).
- Зал Царства Свидетелей Иеговы (парахристианство).
- Нью-эйдж храм «Красный домик» (нью-эйдж).